# Anna själv tredje (Leonardo)

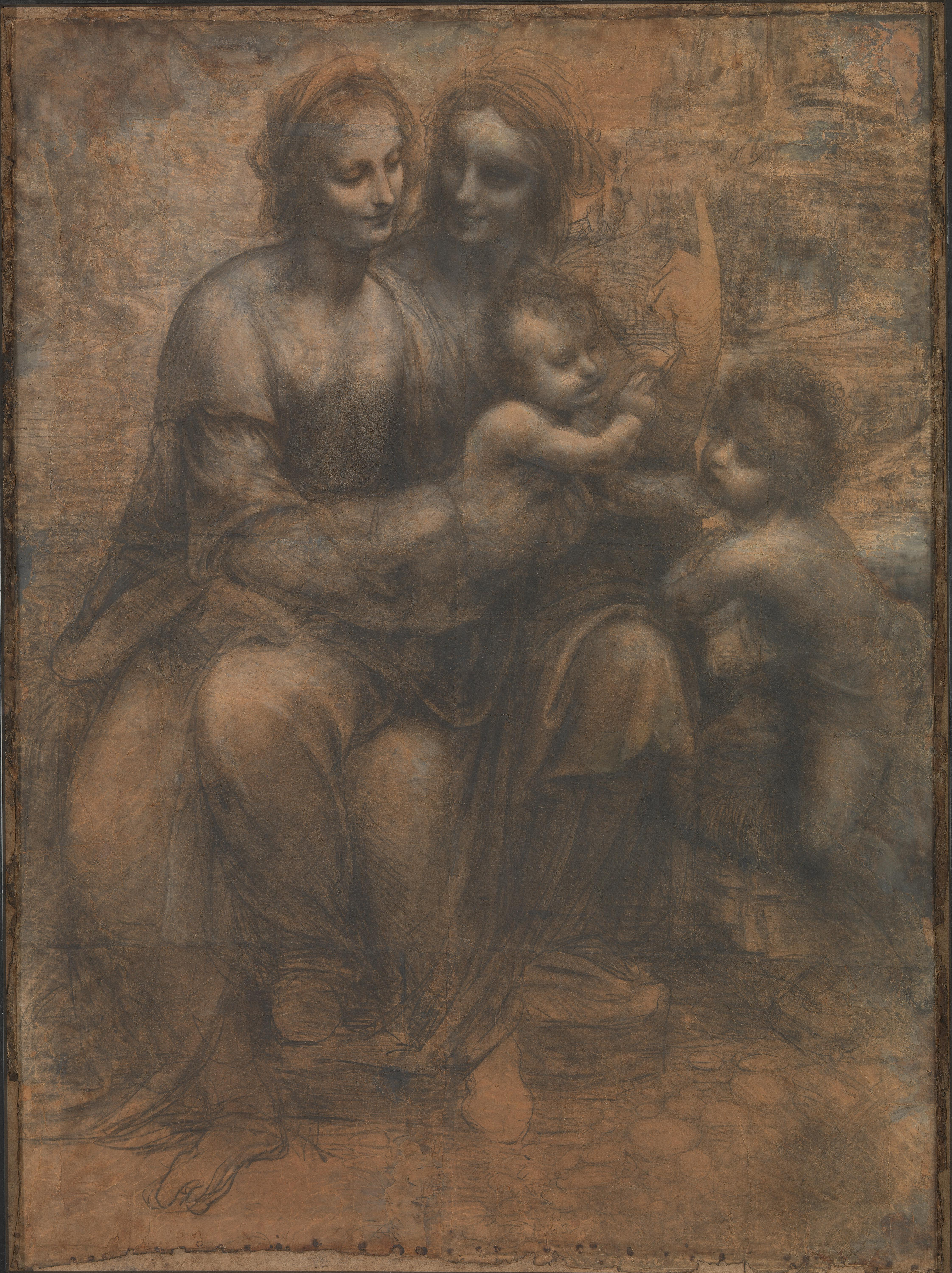
Leonardos teckning Anna själv tredje med Johannes Döparen. National Gallery.

Anna själv tredje är en oljemålning av den italienske renässanskonstnären Leonardo da Vinci. Han påbörjade målningen i Florens omkring 1503, men den var fortfarande ofullbordad vid konstnärens död 1519. Den är utställd på Louvren i Paris.
Målningen föreställer det vanliga kristna motivet "Anna själv tredje": Jungfru Maria, Jesusbarnet och Anna, Marias moder. Verket var troligen ett uppdrag för Ludvig XII av Frankrikes dotter Claude, i syfte att fira hennes födelse, men målningen blev aldrig färdig i tid. Skisser från Leonardo finns kvar där den gradvisa utvecklingen av idén bakom verket kan noteras. Verket influerade starkt andra konstnärer, såsom Rafael, Andrea Solari och Andrea del Sarto.
Målningen illustrerar tre generationer, från Anna, till Maria, till Jesus. Jesus avbildas blicka mot sin mor, men håller samtidigt ett stadigt grepp i ett lamm. Lammet symboliserar Guds lamm, Jesus.
År 2009 påbörjades en restaurering av originalverket, som pågick i 18 månader.
Leonardo utförde cirka 1499–1500 en kolteckning med liknande motiv där också Johannes Döparen ingår. Den tros dock inte vara en skiss till Louvrens målning, utan en skiss till ett förlorat eller aldrig påbörjat verk. Verket kallas också The Burlington House Cartoon, är den enda bevarade teckningen av Leonardo i storformat (141,5 × 104,6 cm) och ingår i National Gallerys samlingar sedan 1962.